# Rimplas
 Rimplas  es una población y comuna francesa, en la región de Provenza-Alpes-Costa Azul, departamento de Alpes Marítimos, en el distrito de Niza y cantón de Saint-Sauveur-sur-Tinée.

## Demografía
| 68 | 38 | 55 | 80 | 84 | 108 |
| Para los censos de 1962 a 1999 la población legal corresponde a la población sin duplicidades (Fuente: INSEE [Consultar]) |    |    |    |    |     |